# Calamagrostis australis
Calamagrostis australis är en gräsart som först beskrevs av Alexandre Moritzi, och fick sitt nu gällande namn av Lodewijk Hendrik Buse. Calamagrostis australis ingår i släktet rör, och familjen gräs.
Artens utbredningsområde är Java. Inga underarter finns listade i Catalogue of Life.